# Robert Keres
Robert Keres, né le 14 août 1907, à Urvaste, en Estonie et décédé le 29 octobre 1946, à Freudental, dans la République fédérale d'Allemagne, est un ancien joueur estonien de basket-ball.